# NGC 5609
NGC 5609 este o emission-line galaxy⁠(d) situată în constelația Boarul. A fost descoperită în 1 martie 1851 de către William Parsons, 3rd Earl of Rosse⁠(d).